# Iwan Baszew
Iwan Christow Baszew (bułg. Иван Христов Башев, ur. 11 lutego 1916 roku w Sofii – zm. 13 grudnia 1971 roku na Witoszy) – bułgarski działacz komunistyczny, prawnik i dyplomata, minister spraw zagranicznych (w latach 1962-1971.

## Życiorys
W 1943 ukończył studia prawnicze na Uniwersytecie Sofijskim. W tym samym roku został aresztowany przez policję za działalność w lewicowej organizacji studenckiej. W latach 1944–1946 pracował jako dziennikarz w czasopiśmie Narodna Mladeż. W 1946 wstąpił do Bułgarskiej Partii Komunistycznej, a w 1962 wszedł w skład jej komitetu centralnego.
W 1956 objął stanowisko wiceministra edukacji, a następnie wiceministra spraw zagranicznych. W 1962 objął stanowisko ministra spraw zagranicznych w rządzie sformowanym przez Todora Żiwkowa, funkcję tę pełnił także w gabinecie Stanko Todorowa, powołanym w 1971. Jako minister podjął działania na kierunku skandynawskim, doprowadzając do zniesienia wiz we wzajemnych relacjach Bułgarii z Danią, Norwegią i Islandią. 
13 grudnia 1971, w czasie wycieczki górskiej, zamarzł w masywie Witoszy zanim odnalazła go ekipa ratownicza.
Był żonaty (żona Sofija), miał córkę Mirijanę. W 2010 ukazał się zbiór wspomnień i relacji poświęconych postaci Iwana Baszewa pt. Иван Башев. Държавник, политик, дипломат.